# Derbidae
Derbidae es una familia de insectos hemípteros del suborden Auchenorrhyncha. Miden entre 8 y 11 mm. 
Los adultos se alimentan de plantas y las ninfas de hongos.,
La familia contiene cuatro subfamilias, cerca de 1700 especies en alrededor de 159 géneros.

## Subfamilias
- Cedusinae
- Derbinae
- Otiocerinae
- Zoraidinae[3]